# Irondale (Alabama)
Irondale è un comune degli Stati Uniti d'America situato nella contea di Jefferson dello Stato dell'Alabama.